# Hypsiboas pardalis
Hypsiboas pardalis es una especie de anfibios de la familia Hylidae. Es endémica de Brasil.
Sus hábitats naturales incluyen bosques tropicales o subtropicales secos, montanos secos, marismas de agua dulce, corrientes intermitentes de agua, plantaciones, jardines rurales, zonas previamente boscosas ahora muy degradadas, estanques, canales y diques.